# 佐川美代太郎
佐川 美代太郎（さがわ みよたろう、1923年12月1日 - 2009年10月30日）は日本の漫画家、絵本作家。本名、小林 仁（こばやし じん）。

## 経歴
茨城県真壁郡真壁町（現在の桜川市）に生まれる。茨城県立下妻中学校（現在の茨城県立下妻第一高等学校）を経て、弁護士を目指し中央大学法学部に入学。在学中の1943年に学徒出陣し、陸軍少尉として朝鮮で終戦を迎えた。復員後、大学に復学したが、「これからは経済の時代だ」として、法学部から商学部に転部した。
大学卒業後、電機メーカーを経て、卸売会社・ぬ利彦で経理の仕事につく。1952年より、社業のかたわら、自由出品制の美術展「読売アンデパンダン展」に漫画の投稿を開始。審査員だった近藤日出造の知己を得て師事するようになったほか、同展に同様に漫画を投稿していた服部みちをのすすめで、雑誌『アサヒグラフ』の投稿欄「漫画学校」へも投稿を開始し、常連採用者となった。
1954年8月に「漫画集団」に入会（同期入団者に服部およびアヤタ・クニオ、小比賀新二、岡部冬彦、小林治雄）、プロ漫画家へ転身。1955年、山陽新聞の連載漫画（タイトル不明）でデビュー。翌年1956年から1964年にかけては日本経済新聞夕刊で『ほいきた君』（のち『へいきの平ちゃん』と改題）を連載した。
このように漫画家としては当初、ナンセンスものを手がけていたが、作風の進化を望み、1965年、仕事をセーブし、東洋大学大学院の聴講生となり、杖下隆之ゼミで宋学を履修、さらに東京・目白の画塾「絵画研究所」で基礎から絵画を学び直した。当時は漫画家を引退する年齢とされていた40歳を過ぎての一念発起は同業者や編集者から驚きをもって迎えられた。これら修養の集大成として、『汗血のシルクロード』『望郷の舞』（いずれも週刊漫画サンデー連載、1968年 - 1969年）など細密な描写のストーリー漫画を発表し、注目を集めた。
1973年、京都精華短期大学（現在の京都精華大学）美術学部デザイン科に新設された「漫画コース」の教授に就任。プロ漫画家が大学教授に就任した日本初のケースとなった。大学教授として学生の指導にあたる一方、自身は1977年より、佛教大学文学部仏教学科の3年次に編入学し、禅画を研究。2年後に同学科を卒業してすぐ、仏教と日本文学の結びつきを学ぶため、同大同学部の国文学科に再入学し、3年で卒業した。これ以降、仏教思想をベースとした絵本作品を多く発表した。
2009年10月30日、老衰のため死去。85歳没。

## 受賞
- 1972年 第1回日本漫画家協会賞奨励賞 - 『ぐろう』[6]
- 1999年 第28回日本漫画家協会賞大賞 - 『絵で読む阿弥陀経』[3][7]